# Batalla de Guanajuato
La Batalla de Guanajuato fue un enfrentamiento militar ocurrido el 28 de noviembre de 1810 en Guanajuato, Guanajuato, como marco de la Guerra de Independencia de México. El bando insurgente era comandado por los generales insurgentes Ignacio Allende y  Juan Aldama  y el realista por Félix María Calleja del Rey. Tras varias horas de combate, los realistas entraron en la ciudad y ejecutaron a los insurgentes. Finalmente, las fuerzas insurgentes escaparon hacia Guadalajara.